# Gare de Méricourt - Ribémont
Gare de Méricourt - Ribémont vasútállomás Franciaországban, Méricourt-l'Abbé településen.

## Vasútvonalak
Az állomást az alábbi vasútvonalak érintik:
- Párizs-Lille-vasútvonal

## Kapcsolódó állomások
A vasútállomáshoz az alábbi állomások vannak a legközelebb:
- Gare d’Heilly
- Gare de Buire-sur-l'Ancre